# 可笑記
『可笑記』（かしょうき）は、近世初期に成立した仮名草子作品である。作者は斎藤親盛、筆名「如儡子（にょらいし）」。五巻五冊、全280段。

## 概説
初版は寛永19年の十一行本で、同年に同じ版木を用いた十二行本が刊行されている。このほかに、万治以前に刊行されたと推定される無刊記十二行本、万治2年刊行の山本五兵衛版がある。
巻一（48段）、巻二（48段）、巻三（42段）、巻四（52段）、巻五（90段）の計280段と、序文・跋文から構成されている。形式は随筆の形態をとり、配列は相互に特別深い関係はない。ほとんどの章段が「むかしさる人のいへるは」という文章から始まり、内容は侍の心得に関するもの、一般庶民の心得、さらに儒教仏教の教え、さらに説話的なものなど多岐にわたる。江戸の社会を簡潔明快な俗文体で表現していると同時に、作者の浪人という視点から無能な支配層に対する民衆の批判も代弁している。特に、無能な為政者に対する批判は120段に及ぶ。
この作品の成立時期は、跋文に「于時寛永十三　孟陽中韓」とあり、刊記に「寛永壬午季秋吉旦刊行」と記されている。しかし、作品のなかで、寛永15年（1638）の島原の乱について記述している箇所があることから、成立後も加筆が続けられ、最終的な完成は刊記にある寛永19年頃の完成とされる。
作者の如儡子斎藤親盛は最上家の浪人で、武家社会の辛酸を舐めた人物だった。序文では「この書は、浮世の波に漂う瓢箪（ヒョウタン）のように浮き浮きした気持ちで世の中の事の良しあしの区別もすることなく書き綴ったものであるから、これを読んだ読者はきっと手をたたいて笑うであろう。だから書名を『可笑記』（笑いの書）としたのだ」と述べている。
本書は『徒然草』『甲陽軍鑑』『沙石集』などを主たる典拠にしていて、林羅山の著書『巵言抄』『童観抄』の言説も利用している。しかし、名は伏せられているものの、羅山の合理主義的な見地から聖賢の道を論ずる姿勢への批判も見られ（巻四）、作者の苦悩が読み取れる。またこれは市井の一浪人が文筆を持って当代と渡り合う、文学史における最初の例と言える。
「武士道」の思想的な定義として「武士道の吟味と云は、嘘をつかず、軽薄をせず、佞人ならず、表裏を言はず、胴欲ならず、不礼ならず、物毎じまんせず、驕らず、人を譏らず、不奉公ならず、朋輩の中よく、大かたの事をば気にかけず、互ひに念比にして人を取たて、慈悲深く、義理つよきを肝要と心得べし、命をしまぬ計をよき侍とはいはず」と記述しており、こういう教えの本が武士のみならず一般市民にまで多くの人に読まれ、17世紀半ばには既にかなり広まった。また、これに倣って名付けた井原西鶴の「新可笑記」は関連した内容ではない。

## 影響と価値
『徒然草』の近世版ともいわれる一方で、物事を無常観にとらわれる事無く全体としては明るく現実的にとらえている。また作者は兼好のように悟り切ることはできずむしろ感情の赴くまま批判的精神を吐露している。近世随筆文学の道を開いたものであり、その後多くの追随作品を生んでいる。すなわち『ひそめ草』『身の鏡』『他我身の上』『理非鏡』等々である。さらに仮名草子中最大の作者浅井了意はその著作活動の端緒で『可笑記評判』を著しその代表作『浮世物語』の後刷本を『続可笑記』として出版しているほどで、また井原西鶴も本書にちなんで『新可笑記』を発刊している。堂上俳諧人から高僧・武士・一般庶民にいたるまで多数の人に読まれ、いわゆる「〇〇可笑記」と呼ばれる浮世草子の嚆矢となり、その影響は大きいものがある。